# Ludovic Cantais
Ludovic Cantais, né le 20 novembre 1969 à Fécamp, est un réalisateur et photographe français.

## Biographie
Après des études de cinéma à l’université de Paris VIII, il débute comme photographe de plateau, puis réalise deux courts métrages de fiction en Alea Jacta Est (1994) et Virage (1995)[réf. souhaitée]. Il rejoint ensuite l’Agence photo[source secondaire souhaitée] Opale en 1998.
En 1999, il achève un premier documentaire Hubert Selby Jr, deux ou trois choses, portrait de l’écrivain américain, qui le fait connaître,,,. Il réalise par la suite d’autres portraits de personnalités comme : Jeremy Deller, Lorenzo Mattotti et Lydia Lunch.
En 2006, il réalise, en collaboration avec le philosophe François Dagognet, une série photographique ayant pour sujet les objets abandonnés dans Paris, La Part des Choses.
Avec La Bibliothèque Fantôme en 2012, il recrée une bibliothèque à partir de 655 livres abandonnés et collectés dans les rues de Paris,.
Son long métrage documentaire, J’aimerais qu’il reste quelque chose (2019), accompagne la collecte d’archives mise en place par les documentalistes du Mémorial de la Shoah de Paris,.
Quels que soient les supports, son travail est principalement accès sur les archives, la sérendipité et sur cette notion qu¹il nomme "les archives modestes"

## Filmographie
- 1994 : Alea jacta est, court-métrage
- 1995 : Virage, court-métrage
- 1999 : Hubert Selby Jr, deux ou trois choses, documentaire
- 2000 : Jeremy Deller and the Acid Brass, documentaire
- 2004 : Lorenzo Mattotti, le triomphe de la couleur, documentaire
- 2005 : A scream looking for a mouth, De l'écrit à l'écran, court métrage
- 2006 : Lydia Lunch, Real Pornography, concert filmé
- 2008 : Lydia Lunch, à corps perdu, documentaire
- 2011 : Stéphane Blanquet/Gary Panter, rencontre, vidéo
- 2013 : La Bibliothèque Fantôme, vidéo
- 2015 : Les preuves du temps, court métrage
- 2019 : J’aimerais qu’il reste quelque chose, long-métrage documentaire

## Publications
- Art Contemporain, la ville aux artistes, 1997, Ville de Clichy
- Hubert Selby Jr, song to myself, 2004, Trouble Fête[12]

## Prix et distinctions
- 1994 : Prix du scénario au Festival des premiers films de Poitiers pour Virage
- 1994 : Bourse de la Fondation Beaumarchais pour Virage
- 1997 : Fondation Marcel-Bleustein-Blanchet pour la vocation
- 1998 : Bourse SCAM Brouillon d’un rêve pour Hubert Selby Jr, deux ou trois choses
- 2000 : Prix du documentaire au Festival de Bucarest pour Hubert Selby Jr, deux ou trois choses
- 2006 : Bourse Les Arts dans la ville pour La Part des Choses
- 2011 : Bourse Les Arts dans la ville pour La Bibliothèque Fantôme
- 2012 : Bourse du Centre national des arts plastiques pour La Bibliothèque Fantôme

## Expositions
- 1999 : Hubert Selby Jr, deux ou trois choses, Galerie Philippe Gelot, Paris
- 1999 : Sexe et conscience - Exposition collective, Paris
- 2000 : Hubert Selby Jr, deux ou trois choses, Le Bouquin Affamé de Clichy
- 2004 : Hubert Selby Jr, deux ou trois choses, Magic Cinéma de Bobigny
- 2004 : Hubert Selby Jr, deux ou trois choses, Centre Culturel de Liévin
- 2006 : La Part des Choses, Galerie Philippe Gelot, Paris
- 2007 : La Part des Choses, Centre d’Art contemporain de Rentilly
- 2009 : La Part des Choses, Galerie Saint Michel de Rodez
- 2012 : La Bibliothèque Fantôme, Galerie Binôme, Paris
- 2023 : Demain dès l'Aube, Galerie 24B, Paris
- 2023 : Salo XI, Salon du dessin érotique, Paris
- 2023 : La Part des Choses, Château de Dampierre-sur-Boutonne
- 2024 : Amour V, Remèdes Galerie, Paris
- 2024 : Hubert Selby Jr, a scream looking for a mouth, Galerie Philippe Gelot, Paris
- 2025 : L'Eternité et un jour , Galerie 24B, Paris